# Janette Oke
Janette Oke, född 1935, är en kanadensisk författare inom kristen litteratur.
Hon har bland annat skrivit bokserierna Love Comes Softly (1979–89, åtta böcker), Seasons of the Heart (1981–89, fyra böcker), Canadian West (1983–2000, sex böcker), Women of the West (1990–95, 12 böcker) och Prairie Legacy (1997–2000, fyra böcker). Love Comes Softly har filmatiserats och visats på TV-kanalen Hallmark.
Boken Vägen till kärlek finns översatt till svenska på Livets Ords förlag.

## Priser och utmärkelser
- Emmauspriset 2002